# مريم بلعالية
مريم أوشايت بلعالية إعلامية جزائرية أمازيغية من مدينة بجاية وهي من مواليد 20 أغسطس عام 1976 وتعمل كصحفية ومقدمة برامج وإعلامية ومراسلة ومحررة وهي إحدى أهم الكوادر الإعلامية في قناة الجزيرة الفضائية العربية من سنة 2010 وحتى الآن. حيث بدأت مشوارها الإعلامي والصحافي في سنة 1998 وهي حاصلة على بكالوريوس في علوم الإعلام والاتصال، تخصص سمعي بصري، من جامعة الجزائر الدولية، كلية الإعلام في الجزائر عام 1998.
عملت في عدد كبير من القنوات التلفزيونية وعملت كصحفية محررة ومراسلة في القسمين السياسي والثقافي بجريدة الشعب الجزائرية من سنة 1999 وحتى سنة 2000، وصحفية محررة ومراسلة في القسم السياسي بجريدة العالم السياسي الجزائرية من سنة 1998 وحتى سنة 1999، ومذيعة في الفضائية الجزائرية الثالثة من سنة 2000 وحتى سنة 2004، وعملت أيضاً مذيعة في قناة الراي الكويتية من سنة 2004 وحتى سنة 2008 وعملت أيضاً مذيعة في قناة الصباح الكويتية سنة 2009، ومذيعة في القناة التركية العربية تي آر تي العربية سنة 2010.

## الحياة الشخصية
مريم أوشايت بلعالية من مواليد 20 أغسطس 1976 من الجزائر من الأمازيغ من مدينة بجاية وهي مدينة في الجزائر. ويعود اسمها ونسبها إلى أوشايت وهو لقب عائلتها قبل الزواج وبلعالية هو لقب عائلة زوجها بعد الزواج، ومريم متزوجة من الإعلامي رابح بلعالية وهي أم لثلاثة أطفال. التحقت مريم بلعالية في سنة 1992 بمدرسة عبد القادر الجزائري لتكمل دراستها في المرحلة الثانوية وتخرجت منها سنة 1994، وأكملت مريم بلعالية دراستها الجامعية في جامعة الجزائر الدولية في كلية الإعلام بتاريخ (22 يونيو 1998).

## الحياة المهنية والإعلامية
انضمت إلى فريق النشرات السياسية في شبكة قنوات الجزيرة الإخبارية عقب استقالتها من قناة تي آر تي العربية وهي ضمن مؤسسة الإذاعة والتلفزيون التركية التي كانت آخر محطاتها في مجال البث الإذاعي الإخباري.، وهي حاصلة على بكالوريوس في علوم الإعلام والاتصال تخصص سمعي بصري من جامعة العلوم الصحفية والإعلامية بالجزائر عام 1998، ويمتد مشوارها الإعلامي لما يزيد على 10 سنوات حيث بدأت العمل كمحررة ومراسلة في القسم السياسي بجريدة العالم السياسية الجزائرية ما بين عامي 1998 وعام 1999. ومن ثم عملت كمحررة ومراسلة في القسمين السياسي والثقافي بجريدة الشعب الجزائرية خلال الفترة مابين أبريل 1999 إلى يوليو 2000 وفي عام 2000 خطت خطواتها الأولى نحو الإعلام المرئي حيث عملت مذيعة أخبار ومحررة في القناة الجزائرية الثالثة لمدة 4 سنوات، وبعدها انتقلت للعمل خارج الجزائر، والتحقت بقناة الرأي الكويتية لمدة 4 سنوات أخرى. وفي عام 2009 ولعدة شهور، عملت كمذيعة أخبار وبرامج سياسية في قناة الصباح الكويتية ومن أشهر برامجها، برنامج (آخر الأسبوع) وكانت آخر المحطات الإعلامية في قناة تي آر تي العربية كمذيعة أخبار سياسية إلى جانب إعدادها وتقديمها البرنامج السياسي الأسبوعي (من إسطنبول)،و برنامج (في ظلال الأحداث)، وهو برنامج سياسي يتناول الأحداث الداخلية وانعكاساتها على المستويين الإقليمي والدولي.، وقد شهد مشوارها الإعلامي العديد من المحطات كان من أبرزها تقديم البث المباشر لتداعيات الهجوم الإسرائيلي على قافلة الحرية إلى أكثر من 7 ساعات متواصلة على قناة تي آر تي العربية ومحاورة ضيوف من أنقرة وإسطنبول وغزة والقاهرة وتغطية الانتخابات البرلمانية في الكويت في السنوات 2006 و2008 و2009 إلى جانب تقديم نشرة خاصة ومطولة أثناء هجمات الحادي عشر من سبتمبر سنة 2001 وتقديم برامج حوارية حول تداعيات الأحداث على الفضائية الجزائرية.

## القنوات التلفزيونية
- القناة الجزائرية الثالثة.[7]
- قناة الرأي.[8]
- قناة الصباح الكويتية.[9]
- قناة تي آر تي العربية.[10]
- قناة الجزيرة العربية.[11]

## البرامج التلفزيونية
- نشرة الأخبار.
- آخر الأسبوع.
- من إسطنبول.
- في ظلال الأحداث.
- لقاء اليوم.
- لقاء خاص.[12]

## انضمامها لقناة الجزيرة
بعد تخليها عن العمل في قناة تي آر تي العربية، إنضمت مريم بلعالية إلى طاقم المذيعين الجزائريين في قناة الجزيرة الإخبارية بتاريخ 17 أغسطس 2010 والتي تضم أشهر الإعلاميين السياسيين في الوطن العربي من أشهرهم خديجة بن قنة وعبد القادر عياض ووهيبة بوحلايس ووسيلة عولمي وعبد المجيد بوطمين وفيروز زياني.